# Fernando de Castro y Andrade
Fernando de Castro y Andrade (Betanzos, 1594 – 21 febbraio 1664) è stato un arcivescovo cattolico spagnolo.

## Biografia
Nacque nel 1594 a Betanzos, in Galizia.
Proposto dal re Filippo III di Sicilia il 19 marzo 1644, fu nominato arcivescovo metropolita di Palermo da papa Urbano VIII il 28 novembre 1644; ricevette l'ordinazione episcopale due giorni dopo.
Il 6 luglio 1648 papa Innocenzo X lo trasferì alla diocesi di Jaén, dove rimase fino alla morte avvenuta il 21 febbraio 1664.